# Менопауза
Менопауза — окончательное прекращение менструальных циклов у женщин. Пременопаузальный период длится до значительного изменения регулярности циклов — перименопаузы. Менопауза обычно наступает между 49 и 52 годами. Медицинские работники часто определяют менопаузу как произошедшую, когда у женщины не было менструации в течение года. Это также может быть обусловлено снижением выработки гормонов яичниками. У женщин, которые перенесли операцию по удалению матки, но все ещё имеют яичники, можно считать что менопауза произошла во время операции или когда уровень гормонов упал. После удаления матки симптомы обычно появляются раньше, в среднем в возрасте 45 лет.
В годы, предшествующие менопаузе, менструальные циклы у женщины обычно становятся нерегулярными, что означает, что периоды могут быть длиннее или короче по продолжительности или быть меньше или тяжелее в объёме жидкостей. В это время женщины часто испытывают приливы жара; они обычно длятся от 30 секунд до десяти минут и могут быть связаны с дрожью, потливостью и покраснением кожи. Приливы часто прекращаются через год или два. Другие симптомы могут включать сухость влагалища, проблемы со сном и изменения настроения. Тяжесть симптомов у женщин разная. Хотя часто полагают, что менопауза связана с увеличением сердечно-сосудистых заболеваний, это в первую очередь происходит из-за увеличения возраста и не имеет прямой связи с менопаузой.
Менопауза обычно является естественным изменением. Это может произойти раньше у тех, кто курит табак. Другие причины включают операцию по удалению обоих яичников или некоторые виды химиотерапии. На физиологическом уровне менопауза происходит из-за уменьшения выработки яичниками гормонов эстрогена и прогестерона. Хотя обычно это не требуется, диагноз менопаузы можно подтвердить путём измерения уровня гормонов в крови или моче. Менопауза — это противоположность менархе, времени, когда у девушки начинаются месячные.
Специфическое лечение обычно не требуется. Некоторые симптомы, однако, могут быть облегчены при лечении. Что касается обострений, часто рекомендуется избегать курения, кофеина и алкоголя. Доказательств эффективности альтернативной медицины не найдено. Сон в прохладной комнате и использование вентилятора могут помочь.

## Признаки и симптомы
Во время раннего перехода менопаузы менструальные циклы остаются регулярными, но интервал между циклами начинает удлиняться. Уровень гормонов начинает колебаться. Овуляция может происходить не с каждым циклом.
Термин менопауза относится к моменту времени, который следует через год после последней менструации. Во время менопаузального перехода и после менопаузы женщины могут испытывать широкий спектр симптомов.

### Влагалище и матка
В постменопаузальном периоде происходят инволюционные процессы: уменьшается масса матки с замещением её мышечных элементов соединительнотканными, истончается эндометрий, а слизистая оболочка влагалища истончается и атрофируется. По причине отсутствия субстрата для развития лактобацилл нарушается биоценоз влагалища.
Во время перехода к менопаузе менструальные циклы могут показывать более короткие циклы (на 2—7 дней), более длинные циклы остаются возможными. Могут быть нерегулярные кровотечения (светлее, более тяжелые). Женщины, приближающиеся к менопаузе, часто испытывают дисфункциональное маточное кровотечение из-за гормональных изменений, сопровождающих менопаузальный переход. Пятна или кровотечение могут быть просто связаны с атрофией влагалища, доброкачественной раной (полип или повреждение) или могут быть функциональной реакцией эндометрия. Европейское общество менопаузы и андропаузы выпустило руководство по оценке эндометрия, который обычно является основным источником пятен или кровотечений.
Однако у женщин в постменопаузе любое генитальное кровотечение является тревожным симптомом, который требует соответствующего исследования, чтобы исключить возможность возникновения злокачественных заболеваний.
Симптомы, которые могут появиться во время менопаузы и продолжаться в постменопаузе, включают:
- болезненный половой акт;
- сухость влагалища;
- атрофический вагинит — истончение мембран вульвы, влагалища, шейки матки и наружных мочевых путей, наряду со значительным сокращением и потерей эластичности всех наружных и внутренних половых органов.

### Другие физические симптомы
Другие физические симптомы менопаузы включают недостаток энергии, боль в суставах, скованность, боль в спине, увеличение груди, учащённое сердцебиение, головную боль, головокружение, сухость, зуд кожи, покалывание кожи, увеличение веса, недержание мочи, нарушения сна, сильную ночную потливость и приливы жара.

### Психологические симптомы
Психологические симптомы включают тревогу, ухудшение памяти, неспособность сосредоточиться, депрессивное настроение, раздражительность, перепады настроения и меньший интерес к сексуальной активности.
Связанные с менопаузой когнитивные нарушения можно спутать с легкими когнитивными нарушениями, которые предшествуют деменции. Забывчивость поражает примерно половину женщин в период менопаузы и, вероятно, вызвана снижением уровня эстрогена в мозге или, возможно, уменьшением притока крови к мозгу во время приливов.

## Диагностика
Способы оценки воздействия на женщин некоторых из этих эффектов менопаузы, включают в себя опросник Грин климактерической шкалы, шкалу Сервантеса и шкалу оценки менопаузы.

### Пременопауза
Пременопауза — это термин, используемый для обозначения лет, предшествующих последнему периоду, когда уровни репродуктивных гормонов становятся все более изменчивыми и более низкими, а также присутствуют эффекты отмены гормонов. Предменопауза начинается за некоторое время до того, как месячные циклы становятся заметно нерегулярными во времени.

### Перименопауза
Термин «перименопауза» (от др.-греч. περί — «вокруг, около», буквально «вокруг менопаузы») относится к переходу менопаузы за годы до даты последнего эпизода кровотечения. Согласно Североамериканскому обществу менопаузы, этот переход может длиться от четырёх до восьми лет. Центр исследований менструального цикла и овуляции описывает его как период, заканчивающийся через 12 месяцев после последнего менструального цикла.
Во время перименопаузы уровень эстрогена в среднем примерно на 20—30 % ниже, чем во время пременопаузы, часто с большими колебаниями. Эти колебания вызывают многие физические изменения во время перименопаузы, а также менопаузы, особенно в течение последних 1—2 лет перименопаузы (до менопаузы). Некоторые из этих изменений — приливы, ночные поты, проблемы со сном, перепады настроения, сухость или атрофия влагалища, недержание мочи, остеопороз и болезни сердца. В этот период рождаемость снижается, но считается, что она не достигает нуля до официальной даты менопаузы. Официальная дата определяется задним числом, через 12 месяцев после последнего появления менструальной крови.
Менопауза обычно начинается в возрасте от 40 до 50 лет (в среднем 47,5). Продолжительность перименопаузы может составлять до восьми лет. Женщины часто, но не всегда, начинают эти переходы (перименопауза и менопауза) примерно в то же время, что и их мать.

## Лечение
Симптомы перименопаузы могут быть облегчены с помощью медикаментозного и комплементарного вмешательств, например при использовании: заместительной гормональной терапии (ЗГТ), клонидина, габапентина или селективных ингибиторов обратного захвата серотонина.  Доказательств эффективности альтернативной медицины не найдено.

### Психология
Один обзор показал, что внимательность и когнитивно-поведенческая терапия уменьшают количество женщин, страдающих от приливов. Другой обзор нашел недостаточно доказательств, чтобы сделать такой вывод.

### Упражнения
Считается, что физические упражнения уменьшают симптомы постменопаузы за счет повышения уровня эндорфинов, которые уменьшаются по мере уменьшения выработки эстрогена. Кроме того, высокий Индекс массы тела является фактором риска развития вазомоторных симптомов. Тем не менее, недостаточно доказательств, подтверждающих пользу снижения веса для лечения симптомов. Существуют разные точки зрения на преимущества физических упражнений. В то время как один обзор показал, что не было качественных данных, подтверждающих пользу от физических упражнений, другой обзор рекомендовал регулярные здоровые физические упражнения для уменьшения сопутствующих заболеваний, улучшения настроения и симптомов тревоги, улучшения когнитивных функций и снижения риска переломов. Йога  и подобные ей упражнения могут помочь с симптомами постменопаузы.

## Общество и культура
Слово менопауза было изобретено французскими врачами в начале девятнадцатого века. Некоторые из них отметили, что у крестьянок не было жалоб на прекращение менструаций, в то время как у городских женщин среднего класса было много тревожных симптомов. Врачи в это время считали, что симптомы являются результатом городского образа жизни сидячего поведения, употребления алкоголя, слишком большого количества времени в помещении и переедания с недостатком свежих фруктов и овощей. В Соединённых Штатах социальное положение влияет на то, как женщины воспринимают менопаузу и связанные с ней биологические эффекты. Исследования показывают, что вопрос о том, рассматривает ли женщина менопаузу как медицинскую проблему или ожидаемое изменение жизни, зависит от её социально-экономического статуса. Убеждение, в рамках которого женщина рассматривает менопаузу, влияет на то, как она к ней относится. Женщины, которые понимают менопаузу как состояние здоровья, оценивают её значительно более негативно, чем те, кто рассматривает её как жизненный переход или символ старения.

## У животных
Менопауза наблюдалась у нескольких видов приматов, макак-резус и шимпанзе. Менопауза также отмечена у ряда других видов позвоночных, включая слонов, короткоплавниковых гринд, косаток, нарвалов, белух, гуппи. Однако, за исключением короткоплавниковых гринд, косаток, нарвалов и белух, примеры, как правило, относятся к неволе, и они не обязательно отражают то, что происходит в природных популяциях в дикой природе.

## Эволюционное значение
Существуют различные гипотезы возникновения менопаузы у человека в ходе эволюции. В частности, гипотеза бабушки объясняет эволюционные преимущества менопаузы общим ростом выживаемости потомства благодаря переключению женщины с собственного воспроизводства на помощь своим детям с их потомством (то есть участие в воспитании своих внуков).